# Campionato mondiale di Formula 1 1968

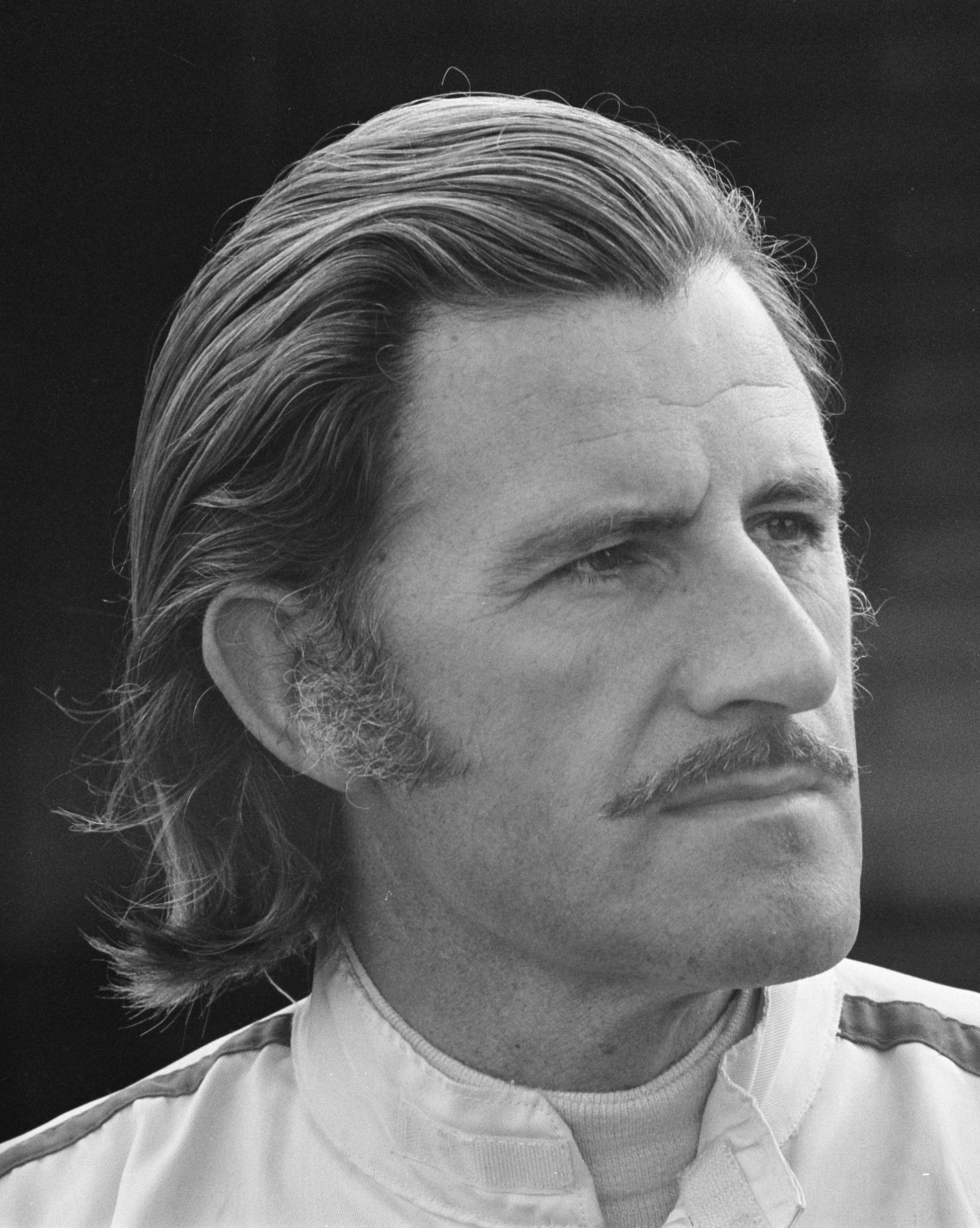
Graham Hill si aggiudica il titolo piloti per la seconda volta.

Il campionato mondiale di Formula 1 1968 organizzato dalla FIA è stato, nella storia della categoria, il 19° ad assegnare il campionato piloti e l'11° ad assegnare il campionato costruttori. È iniziato il 1º gennaio e terminato il 3 novembre dopo 12 gare. Il campionato vide il trionfo della Lotus, che vinse sia il titolo piloti con Graham Hill, sia il titolo costruttori.
La stagione fu funestata dalla tragica morte di Jim Clark, avvenuta durante una gara di Formula 2 sul circuito di Hockenheim.
Il campionato è ricordato anche per essere stato il primo in cui le monoposto esposero marche pubblicitarie.

## Calendario
Il numero delle gare valide per il mondiale viene incrementato di una unità rispetto a quello della stagione precedente con l'aggiunta del Gran Premio di Spagna al circuito di Jarama, gara corsasi anche nella stagione 1967 ma come gara non valida per il mondiale. il Gran Premio del Canada subisce un cambio di sede, lasciando il Mosport Park dove si correva dalla stagione 1961 (seppur solo nel 1967 la gara fu valida per il mondiale) e per motivi organizzativi subì anche uno slittamento di un mese sul calendario, in quanto la stagione precedente si era corso a fine Agosto. Altre modifiche riguardano il Gran Premio di Francia, che torna al Circuito di Rouen-Les Essarts (dove si era corso già precedentemente per quattro volte non consecutive tra il 1952 e il 1964) dopo una sola stagione al Circuito Bugatti di Le Mans, e il Gran Premio di Gran Bretagna, che torna a Brands Hatch dopo averci già corso nel 1966 e nel 1964, seguendo la prestabilita alternanza con Silverstone.
| Gara | Nome ufficiale del gran premio  | Circuito                       | Sede              | Data         | Ora Locale | Diretta TV          |
| ---- | ------------------------------- | ------------------------------ | ----------------- | ------------ | ---------- | ------------------- |
| 1    | Grand Prix of South Africa      | Circuito di Kyalami            | Midrand           | 1º gennaio   |            | Non trasmesso       |
| 2    | Gran Premio de España           | Circuito permanente del Jarama | Jarama            | 12 maggio    |            | Non trasmesso       |
| 3    | Grand Prix Automobile de Monaco | Circuito di Monte Carlo        | Monaco            | 26 maggio    |            | Non trasmesso       |
| 4    | Grand Prix de Belgique          | Circuito di Spa-Francorchamps  | Francorchamps     | 9 giugno     |            | Non trasmesso       |
| 5    | Grote Prijs van Nederland       | Circuito di Zandvoort          | Zandvoort         | 23 giugno    |            | Non trasmesso       |
| 6    | Grand Prix de France            | Circuito di Rouen-Les Essarts  | Rouen             | 7 luglio     |            | Non trasmesso       |
| 7    | British Grand Prix              | Circuito di Brands Hatch       | West Kingsdown    | 20 luglio    |            | Non trasmesso       |
| 8    | Großer Preis von Deutschland    | Nürburgring                    | Nürburg           | 4 agosto     |            | Non trasmesso       |
| 9    | Gran Premio d'Italia            | Autodromo nazionale di Monza   | Monza             | 8 settembre  | 15:30      | Programma Nazionale |
| 10   | Player's Grand Prix du Canada   | Circuito di Mont-Tremblant     | Mont-Tremblant    | 22 settembre |            | Non trasmesso       |
| 11   | Grand Prix of the United States | Watkins Glen International     | Watkins Glen      | 6 ottobre    |            | Non trasmesso       |
| 12   | Gran Premio de Mexico           | Autodromo Hermanos Rodríguez   | Città del Messico | 3 novembre   |            | Non trasmesso       |

## Scuderie e piloti
I seguenti team e piloti parteciparono al campionato mondiale di Formula 1 nella stagione 1968.
| Nome del Team                      | Costruttore          | Modello              | Motore                                    | Gomme | Piloti                                                                                       |
| ---------------------------------- | -------------------- | -------------------- | ----------------------------------------- | ----- | -------------------------------------------------------------------------------------------- |
| Team Lotus                         | Lotus                | 49 49B               | Ford Cosworth DFV                         | F     | Graham Hill Jim Clark Jackie Oliver Mario Andretti Bill Brack Moisés Solana                  |
| Brabham Racing Oraganisation       | Brabham              | BT24 BT26            | Repco 740 Repco 860                       | G     | Jack Brabham Jochen Rindt Dan Gurney                                                         |
| Team Pretoria                      | Brabham              | BT11                 | Climax FPF                                | F     | Jackie Pretorius                                                                             |
| Charles Vögele Racing Team         | Brabham              | BT20                 | Repco 620                                 | G     | Silvio Moser                                                                                 |
| Caltex Racing Team                 | Brabham              | BT24                 | Repco 740                                 | D     | Kurt Ahrens                                                                                  |
| Team Gunston                       | Brabham LDS          | BT20 Mk3             | Repco 620                                 | F     | John Love Sam Tingle                                                                         |
| Scuderia Scribante                 | Brabham Cooper       | BT11 T55             | Repco 620 Climax FPF                      | F     | Dave Charlton Tony Jefferies                                                                 |
| Bruce McLaren Motor Racing         | McLaren              | M5A M7A              | BRM P142 Ford Cosworth DFV                | G     | Denny Hulme Bruce McLaren                                                                    |
| Ken Shepperd                       | McLaren              | M2B                  | Climax FPF                                | G     | Keith Saint John                                                                             |
| Scuderia Ferrari SEFAC SpA         | Ferrari              | 312                  | Ferrari 242C                              | F     | Chris Amon Jacky Ickx Andrea De Adamich Derek Bell                                           |
| Matra International                | Matra                | MS9 MS10             | Ford Cosworth DFV Ford-Cosworth FVA       | D     | Jackie Stewart Johnny Servoz-Gavin                                                           |
| Matra Sports                       | Matra                | MS7 MS10 MS11        | Ford Cosworth DFV Matra MS68              | D     | Jean-Pierre Beltoise Henri Pescarolo                                                         |
| Owen Racing Organ.                 | BRM                  | P1153 P126 P133 P138 | BRM P142                                  | G     | Pedro Rodríguez Mike Spence Chris Irwin Richard Attwood Tony Lanfranchi Bobby Unser          |
| Reg Parnell Racing                 | BRM                  | P126                 | BRM P142                                  | G     | Piers Courage                                                                                |
| Bernard White Racing               | BRM                  | P261                 | BRM P142                                  | G     | David Hobbs Frank Gardner                                                                    |
| Cooper Car Company                 | Cooper               | T81B T86 T86B T86C   | Maserati Tipo 10/F1 BRM P142 Alfa Romeo   | F G   | Brian Redman Ludovico Scarfiotti Lucien Bianchi Vic Elford Johnny Servoz-Gavin Robin Widdows |
| John Love                          | Cooper               | T79                  | Climax FPF                                | F     | Basil van Rooyen                                                                             |
| Tom Jones (privato)                | Cooper               | T86                  | Maserati Tipo 9/F1                        | G     | Tom Jones                                                                                    |
| Rob Walker J.Durlacher Racing Team | Cooper Lotus         | T81 49 49B           | Maserati Tipo 9/F1 Ford Cosworth DFV      | F     | Jo Siffert                                                                                   |
| J. Bonnier Racing Team             | Cooper McLaren Honda | T81 M5A RA 301       | Maserati Tipo 9/F1 BRM P142 Honda RA 301E | G     | Jo Bonnier                                                                                   |
| Anglo American Racers              | Eagle McLaren        | T1G M7A              | Weslake 58 Ford Cosworth DFV              | G     | Dan Gurney                                                                                   |
| Castrol Oil Ltd                    | Eagle                | T1F                  | Climax FPF                                | G     | Al Pease                                                                                     |
| Honda Racing                       | Honda                | RA 300 RA 301 RA 302 | Honda RA 273E Honda RA 301E Honda RA 302E | F     | John Surtees David Hobbs Chris Irwin                                                         |
| Honda France                       | Honda                | RA 302               | Honda RA 302E                             | F     | Jo Schlesser                                                                                 |
| Escuderia Calvo Sotello            | Lola                 | T100                 | Ford Cosworth DFV                         | D     | Jorge de Bagration                                                                           |
| Bayerische Motoren Werk Ag         | Lola                 | T102                 | BMW M12/3                                 | D     | Hubert Hahne                                                                                 |

## Riassunto della stagione

### Gran Premio del Sudafrica
Circuito di Kyalami - 1º gennaio 1968 - XIV South African Grand Prix

#### Ordine d'arrivo
1. Jim Clark (Lotus-Cosworth)
2. Graham Hill (Lotus-Cosworth)
3. Jochen Rindt (Brabham-Repco)
4. Chris Amon (Ferrari)
5. Denny Hulme (McLaren-BRM)
6. Jean-Pierre Beltoise (Matra-Cosworth)

### Gran Premio di Spagna
Circuito permanente del Jarama - 12 maggio 1968 - 16º Gran Premio de España

#### Ordine d'arrivo
1. Graham Hill (Lotus-Cosworth)
2. Denny Hulme (McLaren-Cosworth)
3. Brian Redman (Cooper-BRM)
4. Ludovico Scarfiotti (Cooper-BRM)
5. Jean-Pierre Beltoise (Matra-Cosworth)

### Gran Premio di Monaco
Monte Carlo - 26 maggio 1968 - 26e Grand Prix de Monaco

#### Ordine d'arrivo
1. Graham Hill (Lotus-Cosworth)
2. Richard Attwood (BRM)
3. Lucien Bianchi (Cooper-BRM)
4. Ludovico Scarfiotti (Cooper-BRM)
5. Denny Hulme (McLaren-Cosworth)

### Gran Premio del Belgio
Circuito di Spa-Francorchamps - 9 giugno 1968 - XXVIII Grote Prijs van Belgie

#### Ordine d'arrivo
1. Bruce McLaren (McLaren-Cosworth)
2. Pedro Rodríguez (BRM)
3. Jacky Ickx (Ferrari)
4. Jackie Stewart (Matra-Cosworth)
5. Jackie Oliver (Lotus-Cosworth)
6. Lucien Bianchi (Cooper-BRM)

### Gran Premio d'Olanda
Zandvoort - 23 giugno 1968 - XVII Grote Prijs van Nederland

#### Ordine d'arrivo
1. Jackie Stewart (Matra-Cosworth)
2. Jean-Pierre Beltoise (Matra)
3. Pedro Rodríguez (BRM)
4. Jacky Ickx (Ferrari)
5. Silvio Moser (Brabham-Repco)
6. Chris Amon (Ferrari)

### Gran Premio di Francia
Circuit Rouen les Essarts - 7 luglio 1968 - 54e Grand Prix de France

#### Ordine d'arrivo
1. Jacky Ickx (Ferrari)
2. John Surtees (Honda)
3. Jackie Stewart (Matra-Cosworth)
4. Vic Elford (Cooper-BRM)
5. Denny Hulme (McLaren-Cosworth)
6. Piers Courage (BRM)

### Gran Premio di Gran Bretagna
Brands Hatch - 20 luglio 1968 - RAC British Grand Prix

#### Ordine d'arrivo
1. Jo Siffert (Lotus-Cosworth)
2. Chris Amon (Ferrari)
3. Jacky Ickx (Ferrari)
4. Denny Hulme (McLaren-Cosworth)
5. John Surtees (Honda)
6. Jackie Stewart (Matra-Cosworth)

### Gran Premio di Germania

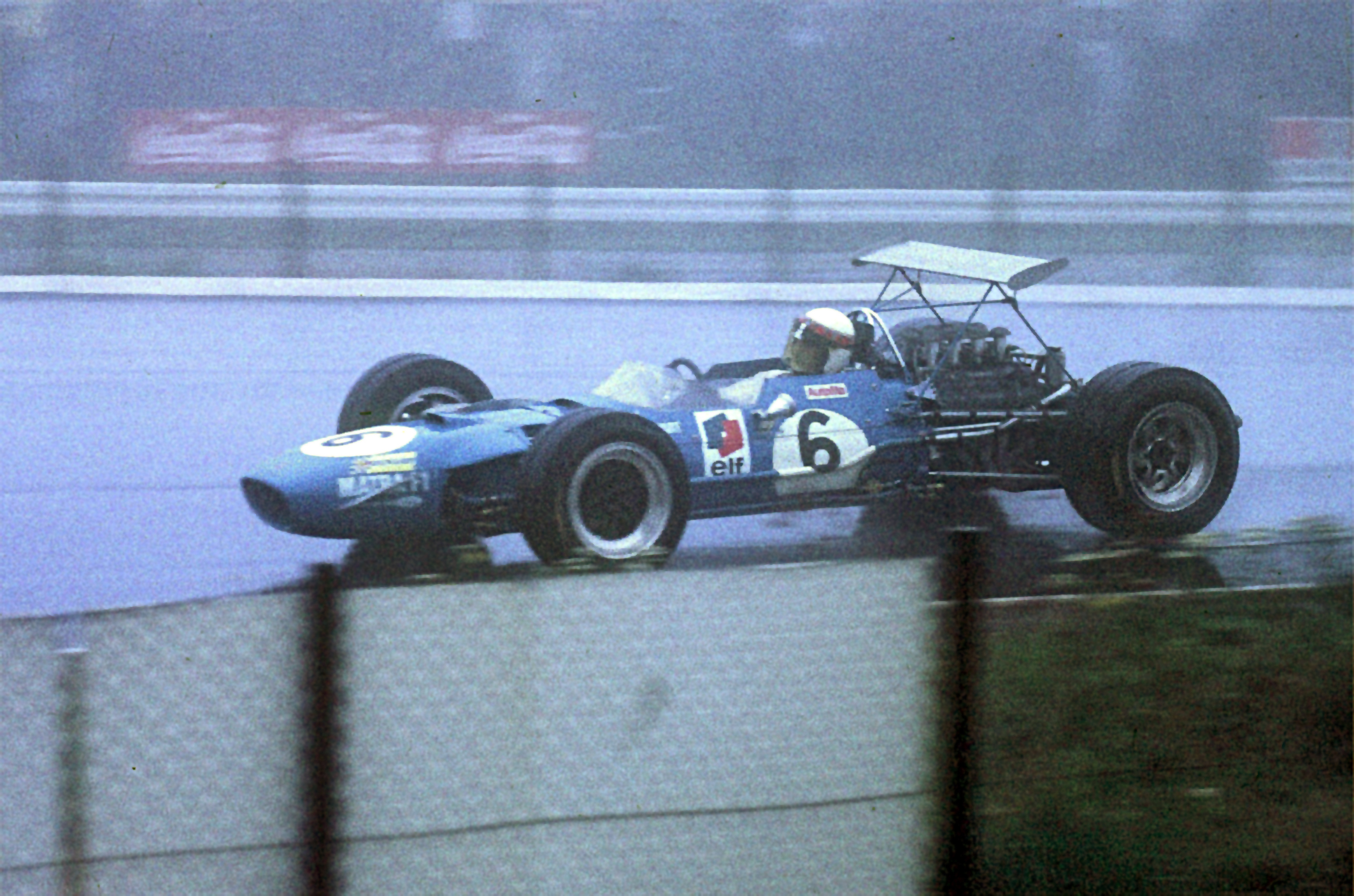
Il vincitore del GP di Germania, Jackie Stewart

Nürburgring - 4 agosto 1968 - XXX Großer Preis von Deutschland, Grand Prix d'Europe

#### Ordine d'arrivo
1. Jackie Stewart (Matra-Cosworth)
2. Graham Hill (Lotus-Cosworth)
3. Jochen Rindt (Brabham-Repco)
4. Jacky Ickx (Ferrari)
5. Jack Brabham (Brabham-Repco)
6. Pedro Rodríguez (BRM)

### Gran Premio d'Italia
Autodromo nazionale di Monza - 8 settembre 1968 - 39º Gran Premio d'Italia

#### Ordine d'arrivo
1. Denny Hulme (McLaren-Cosworth)
2. Johnny Servoz-Gavin (Matra-Cosworth)
3. Jacky Ickx (Ferrari)
4. Piers Courage (BRM)
5. Jean-Pierre Beltoise (Matra)
6. Jo Bonnier (McLaren-BRM)

### Gran Premio del Canada
Saint-Jovite - 22 settembre 1968 - VIII Canadian Grand Prix

#### Ordine d'arrivo
1. Denny Hulme (McLaren-Cosworth)
2. Bruce McLaren (McLaren-Cosworth)
3. Pedro Rodríguez (BRM)
4. Graham Hill (Lotus-Cosworth)
5. Vic Elford (Cooper-BRM)
6. Jackie Stewart (Matra-Cosworth)

### Gran Premio degli Stati Uniti
Watkins Glen - 6 ottobre 1968 - XI United States Grand Prix

#### Ordine d'arrivo
1. Jackie Stewart (Matra-Cosworth)
2. Graham Hill (Lotus-Cosworth)
3. John Surtees (Honda)
4. Dan Gurney (McLaren-Cosworth)
5. Jo Siffert (Lotus)
6. Bruce McLaren (McLaren-Cosworth)

### Gran Premio del Messico
Autodromo de la Ciudad de Mexico Magdalena Mixhuca - 3 novembre 1968 - VII Gran Premio de Mexico

#### Ordine d'arrivo
1. Graham Hill (Lotus-Cosworth)
2. Bruce McLaren (McLaren-Cosworth)
3. Jackie Oliver (Lotus-Cosworth)
4. Pedro Rodríguez (BRM)
5. Jo Bonnier (Honda)
6. Jo Siffert (Lotus)

## Risultati

### Gran Premi
| Nº | Gran Premio                             | Data         | Circuito                      | Pole position  | Giro più veloce      | Pilota vincitore | Costruttore  | Resoconto |
| -- | --------------------------------------- | ------------ | ----------------------------- | -------------- | -------------------- | ---------------- | ------------ | --------- |
| 1  | Gran Premio del Sudafrica               | 1º gennaio   | Kyalami                       | Jim Clark      | Jim Clark            | Jim Clark        | Lotus-Ford   | Resoconto |
| 2  | Gran Premio di Spagna                   | 12 maggio    | Jarama                        | Chris Amon     | Jean-Pierre Beltoise | Graham Hill      | Lotus-Ford   | Resoconto |
| 3  | Gran Premio di Monaco                   | 26 maggio    | Monaco                        | Graham Hill    | Richard Attwood      | Graham Hill      | Lotus-Ford   | Resoconto |
| 4  | Gran Premio del Belgio                  | 9 giugno     | Spa-Francorchamps             | Chris Amon     | John Surtees         | Bruce McLaren    | McLaren-Ford | Resoconto |
| 5  | Gran Premio d'Olanda                    | 23 giugno    | Zandvoort                     | Chris Amon     | Jean-Pierre Beltoise | Jackie Stewart   | Matra-Ford   | Resoconto |
| 6  | Gran Premio di Francia                  | 7 luglio     | Circuito di Rouen-Les Essarts | Jochen Rindt   | Pedro Rodríguez      | Jacky Ickx       | Ferrari      | Resoconto |
| 7  | Gran Premio di Gran Bretagna            | 20 luglio    | Circuito di Brands Hatch      | Graham Hill    | Jo Siffert           | Jo Siffert       | Lotus-Ford   | Resoconto |
| 8  | Gran Premio di Germania                 | 4 agosto     | Nürburgring                   | Jacky Ickx     | Jackie Stewart       | Jackie Stewart   | Matra-Ford   | Resoconto |
| 9  | Gran Premio d'Italia                    | 8 settembre  | Monza                         | John Surtees   | Jackie Oliver        | Denny Hulme      | McLaren-Ford | Resoconto |
| 10 | Gran Premio del Canada                  | 22 settembre | Mont-Tremblant                | Jochen Rindt   | Jo Siffert           | Denny Hulme      | McLaren-Ford | Resoconto |
| 11 | Gran Premio degli Stati Uniti d'America | 6 ottobre    | Watkins Glen                  | Mario Andretti | Jackie Stewart       | Jackie Stewart   | Matra-Ford   | Resoconto |
| 12 | Gran Premio del Messico                 | 3 novembre   | Hermanos Rodriguez            | Jo Siffert     | Jo Siffert           | Graham Hill      | Lotus-Ford   | Resoconto |

## Classifiche

### Classifica Piloti
| Pos. | Pilota                     |     |     |     |     |     |     |     |     |     |     |     |     | Punti |
| ---- | -------------------------- | --- | --- | --- | --- | --- | --- | --- | --- | --- | --- | --- | --- | ----- |
| 1    | Graham Hill                | 2   | 1   | 1   | Rit | 9*  | Rit | Rit | 2   | Rit | 4   | 2   | 1   | 48    |
| 2    | Jackie Stewart             | Rit |     |     | 4*  | 1   | 3   | 6   | 1   | Rit | 6   | 1   | 7   | 36    |
| 3    | Denny Hulme                | 5   | 2   | 5   | Rit | Rit | 5   | 4   | 7   | 1   | 1   | Rit | Rit | 33    |
| 4    | Jacky Ickx                 | Rit | Rit |     | 3   | 4   | 1   | 3   | 4   | 3   | NP  |     | Rit | 27    |
| 5    | Bruce McLaren              |     | Rit | Rit | 1   | Rit | 8   | 7   | 13  | Rit | 2   | 6   | 2   | 22    |
| 6    | Pedro Rodríguez de la Vega | Rit | Rit | Rit | 2   | 3   | NC  | Rit | 6   | Rit | 3   | Rit | 4   | 18    |
| 7    | Jo Siffert                 | 7   | Rit | Rit | 7*  | Rit | 11  | 1   | Rit | Rit | Rit | 5   | 6   | 12    |
| 8    | John Surtees               | 8   | Rit | Rit | Rit | Rit | 2   | 5   | Rit | Rit | Rit | 3   | Rit | 12    |
| 9    | Jean-Pierre Beltoise       | 6   | 5   | Rit | 8   | 2   | 9   | Rit | Rit | 5   | Rit | Rit | Rit | 11    |
| 10   | Chris Amon                 | 4   | Rit |     | Rit | 6   | 10  | 2   | Rit | Rit | Rit | Rit | Rit | 10    |
| 11   | Jim Clark                  | 1   |     |     |     |     |     |     |     |     |     |     |     | 9     |
| 12   | Jochen Rindt               | 3   | Rit | Rit | Rit | Rit | Rit | Rit | 3   | Rit | Rit | Rit | Rit | 8     |
| 13   | Richard Attwood            |     |     | 2   | Rit | 7   | 7   | Rit | 14  |     |     |     |     | 6     |
| 14   | Johnny Servoz-Gavin        |     |     | Rit |     |     | Rit |     |     | 2   | Rit |     | Rit | 6     |
| 15   | Jackie Oliver              |     |     | Rit | 5*  | NC  |     | Rit | 11  | Rit | Rit | NP  | 3   | 6     |
| 16   | Ludovico Scarfiotti        | Rit | 4   | 4   |     |     |     |     |     |     |     |     |     | 6     |
| 17   | Lucien Bianchi             |     |     | 3   | 6   | Rit |     |     | Rit |     | NC  | Rit | Rit | 5     |
| 18   | Vic Elford                 |     |     |     |     |     | 4   | Rit | Rit | Rit | 5   | Rit | 8   | 5     |
| 19   | Brian Redman               | Rit | 3   |     | Rit |     |     |     |     |     |     |     |     | 4     |
| 20   | Piers Courage              |     | Rit | Rit | Rit | Rit | 6   | 8   | 8   | 4   | Rit | Rit | Rit | 4     |
| 21   | Dan Gurney                 | Rit |     | Rit |     | Rit |     | Rit | 9   | Rit | Rit | 4   | Rit | 3     |
| 22   | Jo Bonnier                 | Rit |     | NQ  | Rit | 8   |     | Rit |     | 6   | Rit | Rit | 5   | 3     |
| 23   | Jack Brabham               | Rit | NP  | Rit | Rit | Rit | Rit | Rit | 5   | Rit | Rit | Rit | 10* | 2     |
| 24   | Silvio Moser               |     |     | NQ  |     | 5   |     | NC  |     | NQ  |     |     |     | 2     |
| -    | Henri Pescarolo            |     |     |     |     |     |     |     |     |     | Rit | NP  | 9   | 0     |
| -    | John Love                  | 9   |     |     |     |     |     |     |     |     |     |     |     | 0     |
| -    | Hubert Hahne               |     |     |     |     |     |     |     | 10  |     |     |     |     | 0     |
| -    | Kurt Ahrens                |     |     |     |     |     |     |     | 12  |     |     |     |     | 0     |
| -    | Jackie Pretorius           | NC  |     |     |     |     |     |     |     |     |     |     |     | 0     |
| -    | Derek Bell                 |     |     |     |     |     |     |     |     | Rit |     | Rit |     | 0     |
| -    | Mario Andretti             |     |     |     |     |     |     |     |     | NP  |     | Rit |     | 0     |
| -    | Bobby Unser                |     |     |     |     |     |     |     |     | NP  |     | Rit |     | 0     |
| -    | Andrea De Adamich          | Rit |     |     |     |     |     |     |     |     |     |     |     | 0     |
| -    | Dave Charlton              | Rit |     |     |     |     |     |     |     |     |     |     |     | 0     |
| -    | Mike Spence                | Rit |     |     |     |     |     |     |     |     |     |     |     | 0     |
| -    | Basil van Rooyen           | Rit |     |     |     |     |     |     |     |     |     |     |     | 0     |
| -    | Sam Tingle                 | Rit |     |     |     |     |     |     |     |     |     |     |     | 0     |
| -    | Robin Widdows              |     |     |     |     |     |     | Rit |     |     |     |     |     | 0     |
| -    | David Hobbs                |     |     |     |     |     |     |     |     | Rit |     |     |     | 0     |
| -    | Bill Brack                 |     |     |     |     |     |     |     |     |     | Rit |     |     | 0     |
| -    | Moisés Solana              |     |     |     |     |     |     |     |     |     |     |     | Rit | 0     |
| -    | Frank Gardner              |     |     |     |     |     |     |     |     |     |     |     | NQ  | 0     |
| Pos. | Pilota                     |     |     |     |     |     |     |     |     |     |     |     |     | Punti |

| Legenda | 1º posto     | 2º posto | 3º posto    | A punti         | Senza punti/Non class.  | Grassetto – Pole position Corsivo – Giro più veloce |
| Legenda | Squalificato | Ritirato | Non partito | Non qualificato | Solo prove/Terzo pilota | Grassetto – Pole position Corsivo – Giro più veloce |

* Indica quei piloti che non hanno terminato la gara ma sono ugualmente classificati avendo coperto, come previsto dal regolamento, almeno il 90% della distanza totale.

### Classifica Costruttori
| Pos | Costruttore     | Telaio              | Motore                    | Gomme | Punti | Vittorie | Podi | Poles |
| --- | --------------- | ------------------- | ------------------------- | ----- | ----- | -------- | ---- | ----- |
| 1   | Lotus-Ford      | 49 49B              | Ford Cosworth DFV         |       | 62    | 5        | 9    | 5     |
| 2   | McLaren-Ford    | M7A                 | Ford Cosworth DFV         |       | 49    | 3        | 6    |       |
| 3   | Matra-Ford      | MS7 MS9 MS10        | Ford Cosworth DFV         |       | 45    | 3        | 5    |       |
| 4   | Ferrari         | 312                 | Ferrari 242C              |       | 32    | 1        | 5    | 4     |
| 5   | BRM             | P115 P126 P133 P138 | BRM P142                  |       | 28    |          | 4    |       |
| 6   | Honda           | RA300 RA301         | Honda RA273E Honda RA301E |       | 14    |          | 2    | 1     |
| 7   | Cooper-BRM      | T86B                | BRM P142                  |       | 14    |          | 2    |       |
| 8   | Brabham-Repco   | BT24 BT26           | Repco 740 Repco 860       |       | 10    |          | 2    | 2     |
| 9   | Matra           | MS11                | Matra MS68                |       | 8     |          | 1    |       |
| 10  | McLaren-BRM     | M5A                 | BRM P142                  |       | 3     |          |      |       |
| 11  | LDS-Repco       | Mk3B                | Repco 620                 |       |       |          |      |       |
| 12  | Eagle-Weslake   | T1G                 | Gurney-Weslake 58         |       |       |          |      |       |
| 13  | Cooper-Maserati | T81B                | Maserati Tipo 10/F1       |       |       |          |      |       |
| 14  | Cooper-Climax   | T79                 | Climax FPF                |       |       |          |      |       |
| 15  | Brabham-Climax  | BT11                | Climax FPF                |       |       |          |      |       |
| 16  | Lola-BMW        | T102                | BMW M12/3                 |       |       |          |      |       |

## Statistiche Piloti
| Pos | Pilota               | Nazione       | Punti | Vittorie | Podi | Poles |
| --- | -------------------- | ------------- | ----- | -------- | ---- | ----- |
| 1   | Graham Hill          | Gran Bretagna | 48    | 3        | 6    | 2     |
| 2   | Jackie Stewart       | Gran Bretagna | 36    | 3        | 4    |       |
| 3   | Denny Hulme          | Nuova Zelanda | 33    | 2        | 3    |       |
| 4   | Jacky Ickx           | Belgio        | 27    | 1        | 4    | 1     |
| 5   | Bruce McLaren        | Nuova Zelanda | 22    | 1        | 3    |       |
| 6   | Pedro Rodríguez      | Messico       | 18    |          | 3    |       |
| 7   | Jo Siffert           | Svizzera      | 12    | 1        | 1    | 1     |
| 8   | John Surtees         | Gran Bretagna | 12    |          | 2    | 1     |
| 9   | Jean-Pierre Beltoise | Francia       | 11    |          | 1    |       |
| 10  | Chris Amon           | Nuova Zelanda | 10    |          | 1    | 3     |
| 11  | Jim Clark            | Gran Bretagna | 9     | 1        | 1    | 1     |
| 12  | Jochen Rindt         | Austria       | 8     |          | 2    | 2     |
| 13  | Richard Attwood      | Gran Bretagna | 6     |          | 1    |       |
| 14  | Johnny Servoz-Gavin  | Francia       | 6     |          | 1    |       |
| 15  | Jackie Oliver        | Gran Bretagna | 6     |          | 1    |       |
| 16  | Ludovico Scarfiotti  | Italia        | 6     |          |      |       |
| 17  | Lucien Bianchi       | Belgio        | 5     |          | 1    |       |
| 18  | Vic Elford           | Gran Bretagna | 5     |          |      |       |
| 19  | Brian Redman         | Gran Bretagna | 4     |          | 1    |       |
| 20  | Piers Courage        | Gran Bretagna | 4     |          |      |       |
| 21  | Dan Gurney           | USA           | 3     |          |      |       |
| 22  | Jo Bonnier           | Svezia        | 3     |          |      |       |
| 23  | Jack Brabham         | Australia     | 2     |          |      |       |
| 24  | Silvio Moser         | Svizzera      | 2     |          |      |       |
| 25  | Henri Pescarolo      | Francia       |       |          |      |       |
| 26  | John Love            | Rhodesia      |       |          |      |       |
| 27  | Hubert Hahne         | Germania      |       |          |      |       |
| 28  | Kurt Ahrens, Jr.     | Germania      |       |          |      |       |
| —   | Jackie Pretorius     | Sudafrica     |       |          |      |       |
| —   | Derek Bell           | Gran Bretagna |       |          |      |       |
| —   | Mario Andretti       | USA           |       |          |      | 1     |
| —   | Bobby Unser          | USA           |       |          |      |       |
| —   | Andrea De Adamich    | Italia        |       |          |      |       |
| —   | Dave Charlton        | Sudafrica     |       |          |      |       |
| —   | Mike Spence          | Gran Bretagna |       |          |      |       |
| —   | Basil van Rooyen     | Sudafrica     |       |          |      |       |
| —   | Sam Tingle           | Rhodesia      |       |          |      |       |
| —   | Robin Widdows        | Gran Bretagna |       |          |      |       |
| —   | David Hobbs          | Gran Bretagna |       |          |      |       |
| —   | Bill Brack           | Canada        |       |          |      |       |
| —   | Moisés Solana        | Messico       |       |          |      |       |
| —   | Frank Gardner        | Australia     |       |          |      |       |

## Gare non valide per il mondiale
| Nome corsa                   | Circuito     | Data      | Pilota vincitore | Costruttore      | Resoconto |
| ---------------------------- | ------------ | --------- | ---------------- | ---------------- | --------- |
| III Race of Champions        | Brands Hatch | 17 marzo  | Bruce McLaren    | McLaren-Cosworth | Resoconto |
| XX BRDC International Trophy | Silverstone  | 25 aprile | Denny Hulme      | McLaren-Cosworth | Resoconto |
| XV International Gold Cup    | Oulton Park  | 17 agosto | Jackie Stewart   | Matra-Cosworth   | Resoconto |